# Z Andromedae
Désignations
Z Andromedae est une étoile symbiotique constituée d'une géante rouge et d'une naine blanche. Elle est le prototype des étoiles variables de type Z Andromedae, un type d'étoiles variables symbiotiques et donc un sous-type d'étoiles variables cataclysmiques.

## Système binaire
Z Andromedae est une étoile binaire. Les deux composantes ont une orbite circulaire parcourue en 759 jours. La géante rouge a une masse d'environ deux fois celle du Soleil et une luminosité 880 fois plus grande, mais sa température effective est de seulement 2 800 kelvins (2 500 °C). La luminosité de la naine blanche est environ un millier de fois celle du Soleil lors de la phase calme, mais elle devient jusqu'à 10 fois plus lumineuse lors des phases actives. Sa température monte jusqu'à 150 000 kelvins lorsqu'elle est calme, mais tombe en dessous de 100 000 kelvins quand elle est active.

## Étoiles variables symbiotiques
Z Andromedae est le prototype d'un type de variables symbiotiques, qui sont elles-mêmes un type de variables cataclysmiques. Les variables symbiotiques forment un groupe divers et sont souvent subdivisées en plusieurs sous-types, dont l'un est nommé d'après Z Andromedae.
Les variables de type Z Andromedae, dont Z Andromedae elle-même, présentent des variations irrégulières de luminosité incluant des explosions de plusieurs magnitudes à des intervalles de quelques années. Elles sont constituées typiquement d'une géante rouge et d'une naine blanche avec une période orbitale de plusieurs années. Le vent de la géante rouge est ionisé par la naine blanche, ce qui cause une émission nébulaire variant légèrement en intensité pendant l'orbite. Ceci correspond à la phase calme. Durant les phases actives, la taille de la naine blanche s'accroît et elle refroidit, devenant beaucoup plus lumineuse. La luminosité du système binaire global s'accroît de 2 à 4 magnitudes.

## Spectre
Le spectre de Z Andromedae a été reconnu comme extrêmement particulier dès le début du XXe siècle. Les premiers spectres réalisés durant une période brillante, montrant seulement des raies d'émission sur un continuum rouge, furent interprétés comme étant ceux d'une étoile enfouie dans une nébulosité dense. Lorsque la luminosité de l'étoile diminua, le spectre perdit les raies "nébulaires" fortement excitées et développa des raies d'absorption avec des profils P Cygni. Ces spectres furent rapidement identifiées comme provenant d'une étoile chaude de type nova avec un compagnon froid.
La classification spectrale MK est typiquement celle d'une géante froide, par exemple[Quoi ?] M4.5. Le type spectral exact varie au cours du temps, par exemple entre M5 en 1987 et M3.5 en 1989. Des observations en infrarouge ont donné un type spectral combiné M2III + B1eq. Ici la classe de luminosité de III est celle d'une étoile géante normale, et le code de particularités « eq » indique la présence de raies d'émission avec des profils P Cygni.

## Jets bipolaires
À la suite de l'explosion de 2006, les raies d'émission de Balmer de l'hydrogène incluaient des ailes faibles à une vitesse de ± 1150 km/s. On pense qu'elles proviennent de jets collimatés le long de l'axe du système. Des flux radio étendus avaient été vus précédemment lors des longs sursauts de 2000-2002. On pense que les jets sont présents seulement lors des explosions brillantes.